# جو ادواردز (بازیکن فوتبال، زاده ۱۹۰۷)
جو ادواردز (انگلیسی: Joe Edwards؛ 2 September 1907 – ۱۹۹۷ (۸۹−۹۰ سال)) بازیکن فوتبال اهل پادشاهی متحد بریتانیای کبیر و ایرلند بود.
از باشگاه‌هایی که در آن بازی کرده‌است می‌توان به باشگاه فوتبال چسترفیلد اشاره کرد.